# Rodolfo Arizaga
Rodolfo Arizaga (* 11. Juli 1926 in Buenos Aires; † 12. Mai 1985 in Escobar) war ein argentinischer Komponist.
Arizaga studierte bei Alberto Williams, José Gil, Luis Gianneo und Teodoro Fuchs. Im Jahre 1954 ging er dann nach Paris, wo er Schüler von Nadia Boulanger war und bei Ginette Martenot die Ondes Martenot, ein monophones elektronisches Musikinstrument, studierte. Nach seiner Rückkehr Mitte der 1950er Jahre führte er das Instrument, für das er mehrere Werke komponierte, in die argentinische Musik ein. Daneben trat er auch als Autor musikwissenschaftlicher Schriften und einer Enzyklopädie der argentinischen Musik hervor.

## Werke
- Poema de invierno für Violine und Klavier, 1944
- Sonatina für Klavier, 1944–45
- Jaquinot, Ballettpantomime, 1945
- Dos corales, 1945
- Suite para piano, 1945
- Sonata für Klavier, 1946
- Toccata für Klavier, 1947
- Pequeño vals en tono gris, 1948
- Sonatina für Klavier, 1948
- Délires, Kantate für Solostimme, Frauenchor, Celesta, Vibraphon. Harfe, Ondes Martenot und Streicher, 1954–57
- Serranillas de la infanzona für Klavier, 1957
- Sonata Breve für Klavier und Ondes Martenot, 1958
- El organillo für Ondes Martenot, 1958
- Pieza epigramáticas für Klavier, 1961
- Prometeo 45, Poema Dramático, 1962
- Concierto para piano, 1963
- Tientos para Santa María, 1965
- Streichquartett Nr. 1, 1968
- Ciaccona für Viola, 1969
- El ombligo de los limbos, la momia y una encuesta, 1969

## Schriften
- Juan José Castro. 1963.
- Enciclopedia de la Música Argentina. 1971.
- mit Pompeyo Camps: Historia de la Música en la Argentina. 1990, ISBN 950-22-0304-6.